# Municipio de Lincoln (condado de Antelope)
El municipio de Lincoln (en inglés: Lincoln Township) es un municipio ubicado en el condado de Antelope en el estado estadounidense de Nebraska. En el año 2010 tenía una población de 84 habitantes y una densidad poblacional de 0,91 personas por km².

## Geografía
El municipio de Lincoln se encuentra ubicado en las coordenadas 41°57′31″N 98°14′18″O / 41.95861, -98.23833. Según la Oficina del Censo de los Estados Unidos, el municipio tiene una superficie total de 91.92 km², de la cual 91,92 km² corresponden a tierra firme y (0 %) 0 km² es agua.

## Demografía
Según el censo de 2010, había 84 personas residiendo en el municipio de Lincoln. La densidad de población era de 0,91 hab./km². De los 84 habitantes, el municipio de Lincoln estaba compuesto por el 98,81 % blancos, el 1,19 % eran de otras razas. Del total de la población el 1,19 % eran hispanos o latinos de cualquier raza.